# Cincowoodwardita
La cincowoodwardita es un mineral de la clase de los minerales sulfatos, y dentro de esta pertenece al llamado “grupo de la woodwardita”. Fue descubierta en 1998 en las minas de Laurión (Grecia), siendo nombrada así por su relación con la woodwardita. Un sinónimo es su clave: IMA1998-026.

## Características químicas
Es un sulfato hidratado de cinc y aluminio y aniones adicionales hidroxilo. Es el análogo con cinc de la woodwardita.
La fórmula es la misma que se estableció en un principio, pero fue reordenada para que esté acorde con su estructura molecular. La estructura molecular es en hojas de octaedros.
Presenta dos politipos estructurales, ambos con la misma fórmula química:
- Cincowoodwardita-1T, del sistema cristalino triclínico (IMA1998-026-1T).
- Cincowoodwardita-3R, del sistema cristalino trigonal (IMA1998-026-3R).

## Formación y yacimientos
Normalmente aparece compuesto con intercrecimiento de los politipos 1T y 3R. Se forma en la zona de oxidación de yacimientos polimetálicos por alteración hidrotermal de rocas dolomitas.
Suele encontrarse asociado a otros minerales como: azurita, cerusita, hemimorfita, auricalcita o malaquita.